# Canthon marmoratus
Canthon marmoratus är en skalbaggsart som beskrevs av Guido Pereira och Martinez 1956. Canthon marmoratus ingår i släktet Canthon och familjen bladhorningar. Inga underarter finns listade.